# Brandon Flynn

Brandon Flynn, född 11 oktober 1993 i Miami, är en amerikansk skådespelare, mest känd för rollen som Justin Foley i Netflix-serien Tretton skäl varför (13 Reasons Why).

## Bakgrund
Brandon Flynn föddes i Miami, Florida, där han gick gymnasiet på New World School of the Arts. Han tog examen från Mason Gross School of the Arts vid Rutgers University i New Jersey 2016, med en kandidatexamen i konst. Flynns första roll var vid tio års ålder då han spelade Mr. Smee, i en musikalisk version av Peter Pan.
I september 2017 bekräftade Flynn sig själv som en del av HBTQ-gemenskapen i ett Instagram inlägg.
Flynn är jude.

## Karriär
År 2016 hade Flynn rollen som Mike Intern i BrainDead. År 2017 spelade han rollen som Luke i Off-Broadway-produktionen av Kid Victory på Vineyard Theatern.
Sedan 2017 har Flynn haft rollen som Justin Foley i Netflix dramaserie Tretton skäl varför (13 Reasons Why).
I februari 2018 fick han en roll i tredje säsongen av True Detective som Ryan Peters, i en återkommande roll. 

## Filmografi
| År        | Titel          | Roll            | Anmärkningar                              |
| --------- | -------------- | --------------- | ----------------------------------------- |
| 2016      | BrainDead      | Mike the Intern | Gästroll; 1 avsnitt                       |
| 2017–2020 | 13 Reasons Why | Justin Foley    | Huvudroll                                 |
| 2018      | Lockjaw        |                 | Musikvideo av Cook Thugless feat. Shyrley |
| 2019      | True Detective | Ryan Peters     | Återkommande roll                         |